# Pilar Tenorio
María del Pilar Tenorio Martínez (Esmeraldas, 22 aprile 1950) è un'ex cestista ecuadoriana.

## Carriera
Con l'Ecuador ha disputato i Campionati del mondo del 1971.